# Manika Batra
Pour les articles homonymes, voir Batra.
Manika Batra, née le 15 juin 1995, est une joueuse de tennis de table indienne. En novembre 2020, elle est la joueuse de tennis de table la mieux classée en Inde ; elle est classée 36e au monde en août 2023. Elle a reçu le Major Dhyan Chand Khel Ratna en 2020. Elle joue un jeu atypique sur le circuit mondial et spécifique aux joueuses indiennes, basé sur une défense proche de la table.

## Formation
Batra est née le 15 juin 1995 en tant que plus jeune de trois enfants. Elle est originaire de Naraina Vihar (en) à Delhi et a commencé à jouer au tennis de table à l'âge de quatre ans. Sa sœur aînée Anchal et son frère aîné Sahil ont tous deux joué au tennis de table, Anchal ayant eu une influence sur elle au début de sa carrière de joueuse. Après avoir remporté un match dans un tournoi des moins de 8 ans au sein de son État, Batra a décidé de s'entraîner sous la direction de l'entraîneur Sandeep Gupta qui lui a suggéré de s'inscrire à la Hansraj Model School où il dirigeait son académie.
Batra a refusé de nombreuses offres de mannequinat à l'adolescence. À l'âge de 16 ans, elle a refusé une bourse pour se former à l'Académie Peter Karlsson en Suède. Elle a étudié au Jesus and Mary College de New Delhi pendant un an avant de quitter l'école pour se concentrer sur le tennis de table.

## Carrière

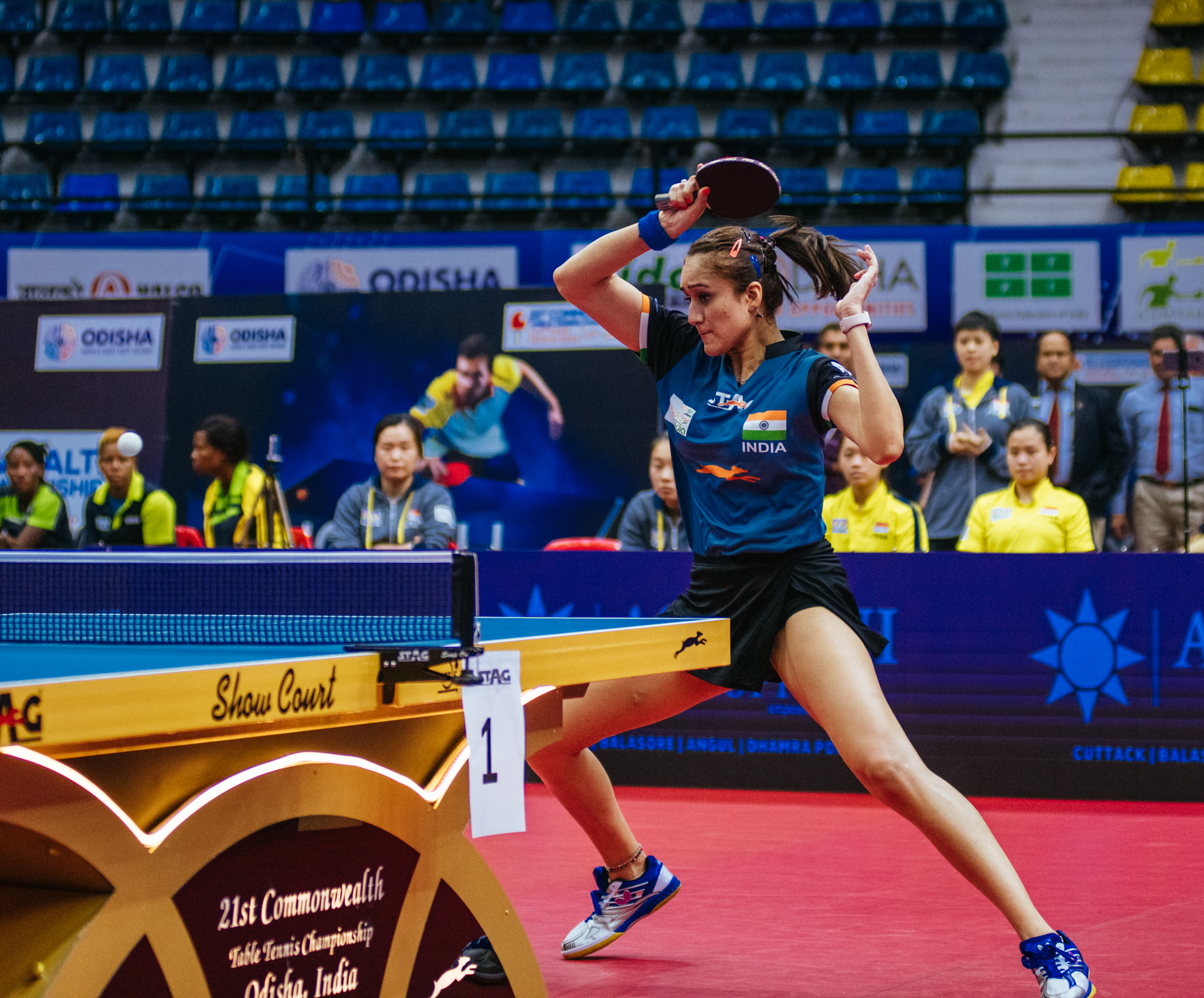
Manika Batra en action aux Championnats de tennis de table du Commonwealth 2019, Odisha, Inde

En 2011, Batra a remporté la médaille d'argent dans la catégorie des moins de 21 ans de l'Open du Chili. Elle a représenté l'Inde aux Jeux du Commonwealth de 2014 à Glasgow, où elle a terminé quart de finaliste, ainsi qu'aux Jeux asiatiques de 2014. Elle a remporté trois médailles aux Championnats de tennis de table du Commonwealth 2015, remportant l'argent dans l'épreuve par équipe féminine (avec Ankita Das (en) et Mouma Das (en)) ainsi que l'épreuve féminine en double (avec Ankita Das) et le bronze dans l'épreuve féminine en simple.
Batra a remporté trois médailles d'or aux Jeux d'Asie du Sud de 2016, gagnant l'épreuve de double féminin (avec Pooja Sahasrabudhe (en)), l'épreuve de double mixte (avec Anthony Amalraj (en)) et l'épreuve par équipe féminine (avec Mouma Das et Shamini Kumaresan (en)). Batra s'est vu refuser une quatrième médaille d'or aux Jeux par Mouma Das, qui l'a battue en finale du simple féminin. Elle s'est qualifiée pour l'épreuve féminine en simple des Jeux olympiques d'été de 2016 en remportant le groupe d'Asie du Sud du tournoi de qualification en avril 2016. Cependant, son apparition aux Jeux olympiques de 2016 a été de courte durée, puisqu'elle a perdu contre la Polonaise Katarzyna Grzybowska au premier tour de l'épreuve individuelle féminine.
Batra a mené l'équipe féminine indienne à une médaille d'or lors de la finale contre les quadruples médaillées d'or et championnes en titre de Singapour aux Jeux du Commonwealth de 2018 à Gold Coast, en Australie. L'équipe féminine de tennis de table de Singapour n'avait jamais perdu aux Jeux du Commonwealth depuis que le sport a été intronisé au programme en 2002. Batra a battu la numéro 4 mondial Feng Tianwei ainsi que Zhou Yihan (en) lors de la victoire 3-1 de l'Inde en finale.
Batra et Mouma Das ont remporté la première médaille d'argent de l'Inde dans la catégorie double féminin aux Jeux du Commonwealth de 2018 en s'inclinant face aux champions en titre Feng Tianwei et Yu Meng Yu de Singapour lors de l'affrontement pour la médaille d'or. Batra est devenue la première femme indienne à remporter une médaille d'or individuelle en tennis de table du Commonwealth au CWG 2018 en battant Yu Meng Yu de Singapour. Elle a remporté 4 médailles dans 4 épreuves auxquelles elle participait, dont 2 médailles d'or, 1 d'argent et 1 de bronze.
Aux Championnats de tennis de table du Commonwealth 2019, Batra était membre de l'équipe féminine qui a remporté la médaille d'or en battant Singapour en finale.
Aux Jeux olympiques d'été de 2020, Batra a atteint le troisième tour du simple féminin, devenant ainsi la première joueuse de tennis de table indienne à atteindre le troisième tour des Jeux olympiques dans une épreuve en simple,,.
Batra a remporté le double mixte de Budapest en 2021 avec Sathiyan Gnanasekaran en battant les Hongroises Dóra Madarász et Nandor Ecseki 3-1. Batra a ensuite remporté le double féminin de Lasko 2021 avec Archana Girish Kamath en battant la paire Diaz Sisters de Melanie Diaz et Adriana Diaz de Porto Rico 11-3, 11-8, 12-10. Le duo indien s'est assuré quatre points de jeu dans le troisième set pour sceller le match.
Batra a participé au tout premier événement WTT Grand Smash, le Singapore Smash 2022. En simple, sa course s'est terminée au 1er tour après avoir perdu contre Zhang Mo. En double mixte, elle et Sathiyan Gnanasekaran ont perdu les têtes de série Lin Yun-ju et Cheng I Ching dans des matchs consécutifs 3-0. En double féminin, elle et Archana Girish Kamath ont perdu contre la paire japonaise de Hina Hayata et Mima Itō 3-0 en quart de finale.
Batra s'est contenté de l'argent au WTT Contender Doha 2022 (de) avec Sathiyan Gnanasekaran en double mixte où ils ont perdu contre la paire tête de série du Taipei chinois Lin Yun-ju et Cheng I-Ching. Les Indiens ont perdu 4-11, 5-11, 3-11 en matchs consécutifs. Batra a ensuite décroché une médaille de bronze au WTT Star Contender Doha 2022 en double féminin avec Archana Girish Kamath. Ils ont perdu en demi-finale contre Li Yu-Jhun et Cheng I-ching 8-11, 6-11, 7-11.
Le 5 avril 2022, la paire de Batra et Archana Girish Kamath a atteint le classement de double de numéro 4 mondial qui est le classement le plus élevé jamais obtenu par un joueur de tennis indien dans toutes les catégories (simple messieurs, simple dames, double messieurs, double dames, double mixte). 
Lors du Saudi Smash 2024, tournoi de premier plan organisé à Djeddah, elle bat 3 manches à 1 la Chinoise Wang Manyu, alors n°2 mondiale.
Lors des Jeux olympiques d'été de 2024, elle devient la première pongiste indienne tous genres confondus à accéder aux seizièmes de finale de la compétition en battant 4 manches à 0 la Française Prithika Pavade, classée 10 places avant elle au classement mondial.
La même année, elle décroche la médaille de bronze aux Championnats d'Asie de tennis de table dans le tableau par équipes dames aux côtés de ses compatriotes Ayhika Mukherjee et Sreeja Akula en battant l'équipe de Corée du Sud composée de Shin Yu-bin, Jeon Ji-hee et Lee Eun-hye.

## Controverses
En septembre 2021, Batra a accusé l'entraîneur national indien Soumyadeep Roy d'avoir fait pression sur elle pour qu'elle truque un match en la faveur de son élève personnel aux qualifications olympiques (en mars).

## Distinctions
- 2020 - Major Dhyan Chand Khel Ratna (en), plus haute distinction sportive de l'Inde
- 2018 - Arjuna Award (en), deuxième plus haute distinction sportive de l'Inde
- 2018 - Le prix Breakthrough Star de l'ITTF

## Dans les médias
Batra a fait la couverture du numéro de juillet 2018 de Femina.
Elle a également figuré dans l'édition de novembre 2018 du magazine Vogue.